# Personaggi di Ben 10

I personaggi principali della serie: (da sinistra a destra) Kevin, Gwen e Ben, insieme con Magister Ladrid, nel primo episodio della serie animata Ben 10 - Forza aliena

Questa è una lista dei personaggi presenti nella serie animata statunitense Ben 10.

## Ben Tennyson
Benjamin Kirby "Ben" Tennyson è il protagonista della serie. La sua vita cambia quando l'Omnitrix si allaccia al suo polso; impossibilitato a rimuoverlo, Ben usa il suo potere per diventare un eroe. Tuttavia, il malvagio Vilgax inizia a inseguirlo per ottenere l'Omnitrix. Nel corso delle quattro serie canoniche, Ben indossa ben 4 versioni differenti dell'Omnitrix: 
- Una versione prototipale, nella serie originale Ben 10 (2005-2008), indossata all'età di 10 anni, con cui può trasformarsi in 10 forme aliene, alle quali, nel corso della serie, se ne aggiungono altre 9.
- Una nuova versione ricalibrata che Ben indossa all'età di 15 anni, dopo un periodo in cui era riuscito a levarsi il dispositivo dal polso durante gli eventi di Ben 10 - Forza Aliena (2008-2010), con cui è in grado di trasformarsi in 10 nuove forme aliene, più forti delle originali, ma con poteri pressoché simili, alle quali, nel corso della serie, riesce ad aggiungere 5 forme aliene che utilizzava da piccolo (Rotolone, Vomito, Gigante, Diamante e Pelle d'Oca) e 3 forme aliene aggiuntive.
- Una versione potenziata dell'Omnitrix in grado di "evolvere" alcune delle forme aliene in esso contenute, l'Ultimatrix, che Ben acquisisce da Albedo, l'alieno Galvaniano che ha assunto il suo aspetto, dopo che la versione prototipale del suo Omnitrix viene distrutta dopo essere stata acquisita da Vilgax. Con l'Ultimatrix, che Ben indossa a 16 anni nel corso di Ben 10: Ultimate Alien (2010-2012), egli è in grado di utilizzare delle nuove forme aliene evolutive di 8 dei suoi alieni, ai quali riesce ad aggiungere altri 4 alieni che utilizzava da piccolo (2x2, Inferno, Bestiale e Mastica) e ulteriori 10 nuovi alieni, di cui 5 sbloccati in seguito all'incontro con cinque alieni fuggitivi provenienti dalla Galassia di Andromeda che Ben cerca di aiutare nella prima parte della serie.
- Una versione definitiva che Ben indossa a partire da Ben 10: Omniverse (2012-2014), grazie alla quale può trasformarsi liberamente in tutti gli alieni presenti nel dispositivo sin dalla sua versione prototipale, per un totale di circa 62 alieni.

Qui di seguito è riportata una tabella riassuntiva di tutte le forme aliene assunte da Ben, in ordine di apparizione, nel corso delle quattro serie canoniche (è esclusa la serie reboot Ben 10 del 2016): 
| #  | Alieno                     | Specie              | Debutto                                      | Serie d'appartenenza              |
| -- | -------------------------- | ------------------- | -------------------------------------------- | --------------------------------- |
| 01 | Inferno                    | Pyronite            | SuperBen                                     | Ben 10                            |
| 02 | Bestiale                   | Vulpimancer         | SuperBen                                     | Ben 10                            |
| 03 | Diamante                   | Petrosapien         | SuperBen                                     | Ben 10                            |
| 04 | XLR8                       | Kineceleran         | SuperBen                                     | Ben 10                            |
| 05 | Materia Grigia             | Galvaniano          | Il Dr Animus                                 | Ben 10                            |
| 06 | 2x2                        | Tetramand           | Il Dr Animus                                 | Ben 10                            |
| 07 | Pungiglione                | Lepidopterran       | Il Dr Animus                                 | Ben 10                            |
| 08 | Mastica                    | Piscciss Volanna    | Il mostro del lago                           | Ben 10                            |
| 09 | Plusultra                  | Metamorph Galvanico | Terrore dallo spazio                         | Ben 10                            |
| 10 | Pelle d'Oca                | Ectonurite          | Terrore dallo spazio                         | Ben 10                            |
| 11 | Rotolone                   | Pelarota Arburiano  | La Grande Zecca                              | Ben 10                            |
| 12 | Vite Elastica              | Florauna            | Il campeggio della paura                     | Ben 10                            |
| 13 | Spitter                    | Spheroid            | Il portale del tempo                         | Ben 10                            |
| 14 | Blitzwolfer                | Loboan              | Il lupo alieno                               | Ben 10                            |
| 15 | Faraon                     | Thep Khufan         | Una brutta sorpresa per Ben                  | Ben 10                            |
| 16 | Frankenstrike              | Transylian          | La Terra è in pericolo                       | Ben 10                            |
| 17 | Vomito                     | Gourmand            | Una vecchia fiamma                           | Ben 10                            |
| 18 | Idem                       | Splixson            | Divisi vinciamo                              | Ben 10                            |
| 19 | Milleocchi                 | Opticoid            | Ben 10 contro i Terribili 10 (seconda parte) | Ben 10                            |
| 20 | Gigante                    | To'kustar           | Ben 10 - Il segreto dell'Omnitrix            | Ben 10 - Il segreto dell'Omnitrix |
| 21 | Fangofiammante             | Methanosiano        | Il ritorno di Ben 10 (prima parte)           | Ben 10 - Forza Aliena             |
| 22 | Eco-Eco                    | Sonorosiano         | Il ritorno di Ben 10 (seconda parte)         | Ben 10 - Forza Aliena             |
| 23 | Omosauro                   | Vaxasauriano        | Il ritorno di Ben 10 (seconda parte)         | Ben 10 - Forza Aliena             |
| 24 | Pinnajet                   | Aerofibio           | Un altro Inferno                             | Ben 10 - Forza Aliena             |
| 25 | Gelone                     | Necrofriggian       | La grande rivincita di Kevin                 | Ben 10 - Forza Aliena             |
| 26 | Cromoraggio                | Crystalsapien       | Non è tutto oro ciò che luccica              | Ben 10 - Forza Aliena             |
| 27 | Cervellotico               | Cerebrocrostaceo    | Appuntamento con Julie                       | Ben 10 - Forza Aliena             |
| 28 | Scimparagno                | Arachnoscimpa       | Nonna Verdona                                | Ben 10 - Forza Aliena             |
| 29 | Mutante                    | Polymorph           | Il guanto robotico                           | Ben 10 - Forza Aliena             |
| 30 | Alienix                    | Celestialsapien     | Alienix                                      | Ben 10 - Forza Aliena             |
| 31 | Fulmiraggio                | Biosovortian        | Semplice                                     | Ben 10 - Forza Aliena             |
| 32 | Nanomech                   | Umano / Nanochip    | Ben 10: Alien Swarm                          | Ben 10 - Forza Aliena             |
| 33 | Tigre                      | Appoplexian         | L'offerta di pace                            | Ben 10 - Forza Aliena             |
| 34 | Sparaacqua                 | Orishan             | Un'insolita cassaforte                       | Ben 10: Ultimate Alien            |
| 35 | Anfibio Fulminante         | Amperi              | Fusione                                      | Ben 10: Ultimate Alien            |
| 36 | Armadillo                  | Talpaedan           | Il sacrificio di Andreas                     | Ben 10: Ultimate Alien            |
| 37 | Vortice                    | Geochelone Aerio    | Gloria riflessa                              | Ben 10: Ultimate Alien            |
| 38 | Fondiraggio                | Prypiatosian-B      | La fucina della creazione                    | Ben 10: Ultimate Alien            |
| 39 | Scattofelino               | Citrakayah          | Il corso d'addestramento                     | Ben 10: Ultimate Alien            |
| 40 | Camaleontide               | Merlinisapien       | Il prigioniero numero 775 è fuggito          | Ben 10: Ultimate Alien            |
| 41 | Mangione                   | Oryctini            | Un cavaliere da ricordare                    | Ben 10: Ultimate Alien            |
| 42 | Raggiotempo                | Chronosapien        | L'ispettore 13                               | Ben 10: Ultimate Alien            |
| 43 | Diavoletto                 | Planchaküle         | Il ritorno dei rettili                       | Ben 10: Ultimate Alien            |
| 44 | Mangiaenergia              | Condutoide          | Più le cose cambiano… (prima parte)          | Ben 10: Omniverse                 |
| 45 | Costruttore                | Segmentasapien      | Più le cose cambiano… (prima parte)          | Ben 10: Omniverse                 |
| 46 | Shocksquatch               | Gimlinopithecus     | Più le cose cambiano… (seconda parte)        | Ben 10: Omniverse                 |
| 47 | Planetario                 | Galilean            | Una scossa dal passato                       | Ben 10: Omniverse                 |
| 48 | Super Insetto              | Orthopterran        | Il re delle formiche                         | Ben 10: Omniverse                 |
| 49 | Iguana Artica / Arctiguana | Polar Manzardill    | Ondata di caldo                              | Ben 10: Omniverse                 |
| 50 | Pallamalvagia              | -                   | Predatori e prede (prima parte)              | Ben 10: Omniverse                 |
| 51 | Gamba Trota                | Ickthyperambuloid   | Evasione                                     | Ben 10: Omniverse                 |
| 52 | Polvere Fastidiosa         | Nemuina             | Evasione                                     | Ben 10: Omniverse                 |
| 53 | Baffi di Talpa             | -                   | Evasione                                     | Ben 10: Omniverse                 |
| 54 | Il Peggiore                | Atrocian            | Evasione                                     | Ben 10: Omniverse                 |
| 55 | Crestabestia               | -                   | Evasione                                     | Ben 10: Omniverse                 |
| 56 | Toepick                    | -                   | Consegna speciale                            | Ben 10: Omniverse                 |
| 57 | Astrovolante               | -                   | Mentre tu eri via                            | Ben 10: Omniverse                 |
| 58 | Bullfrag                   | Incursiano          | Le rane da guerra (seconda parte)            | Ben 10: Omniverse                 |
| 59 | Buzzshock                  | Nosdeeniano         | Un mostro per amico                          | Ben 10: Omniverse                 |
| 60 | Atomix                     | -                   | La grande sfida (seconda parte)              | Ben 10: Omniverse                 |
| 61 | Panciamarcia               | -                   | Animus il pazzo                              | Ben 10: Omniverse                 |
| 62 | Vampiro                    | Vladat              | La rivalsa del vampiro                       | Ben 10: Omniverse                 |

È doppiato in inglese da Tara Strong da bambino, da Fred Tatasciore da adulto e da Yuri Lowenthal da ragazzo mentre nei film live action è interpretato da Graham Phillips in Ben 10 - Corsa contro il tempo e Ryan Kelley in Ben 10: Alien Swarm. In italiano viene doppiato da Daniele Raffaeli nella serie originale, da Alberto Bognanni da adulto e da  Gabriele Patriarca in Ben 10 - Corsa contro il tempo e nel reboot.

## Gwen Tennyson
Gwendolyn "Gwen" Tennyson è la cugina di Ben, con cui il rapporto è, da piccoli, caratterizzato da continue provocazioni e prese in giro in quanto Gwen considera Ben un tonto e Ben considera Gwen un imbranata, ma crescendo i due sviluppano un rapporto quasi fraterno. Se per Ben il nemico principale è Vilgax, la nemica per eccellenza di Gwen è senza dubbio Incantatrice.
Intelligente e studiosa, nella serie Ben 10, Gwen usa il suo computer portatile per fare ricerche sugli strani individui e/o creature che i Tennyson incontrano sul proprio cammino e ha anche alcune nozioni di arti marziali. La sua abilità maggiore è la predisposizione alla magia a cui Gwen si avvicina in seguito all'incontro con Hex, a cui sottrae l'amuleto della Fortuna, grazie al quale tutto ciò che si realizza si verifica, cominciando a combattere come Fortuna Miao. Tuttavia, è costretta a rinunciare all'amuleto che distrugge insieme alla collezione completa dello stregone. Successivamente, però, in seguito allo scambio di corpi avvenuto per mezzo dell'incantesimo di Incantatrice, entra in possesso del libro di incantesimi della giovane strega, grazie al quale sviluppa finalmente i suoi poteri magici. 
In Ben 10 - Forza Aliena, le sue abilità magiche prendono vita definitivamente consentendole di accedere al Mana, l'energia della vita. In seguito all'incontro con nonna Verdona, scopre così di essere un'Anodite, cioè una creatura aliena molto potente la cui essenza è il Mana stesso. Verdona le propone così di trascorrere il resto della sua vita sul suo pianeta natale per aiutarla a sviluppare a pieno tutto il suo potere, ma Gwen rifiuta non volendo rinunciare alla sua vita da umana, fatta di scuola, allenamenti, relazioni, amicizie e ragazzi. Nel corso della serie comincia infatti a frequentare Kevin Levin, unitosi alla squadra composta da lei e Ben, con il quale alla fine intraprende una relazione sentimentale. 
In Ben 10: Ultimate Alien, prosegue la sua relazione con Kevin e, in un episodio a lei dedicato, viene mostrata un'intera giornata di Gwen, in cui la ragazza è completamente presa da continui impegni, dovendosi muovere tra minacce aliene, doveri familiari e allenamenti di karatè, a causa dei quali trascura la sua migliore amica Emily e la sua relazione con Kevin. In seguito all'apertura del sigillo in cui è rinchiuso Dagon, viene assuefatta dalla creatura la quale riesce a perdurare su di lei un certo controllo mentale, che alla fine viene interrotto da Kevin. 
In Ben 10: Omniverse, la sua apparizione non è più costante, dato che sia lei che Kevin decidono di abbandonare il loro lavoro di risolutori dopo la sua ammissione ad un'importante università, tornando però in qualche episodio dedicato.
È doppiata in inglese da Meagan Smith da bambina, da Tara Strong da adulta e da Ashley Johnson da ragazza mentre nei film live action viene interpretata da Haley Ramm in Ben 10 - Corsa contro il tempo e Galadriel Stineman in Ben 10: Alien Swarm. In italiano viene doppiata da Barbara Pitotti.

## Kevin Levin
Kevin Ethan Levin è un Osmosiano con l'abilità di assorbire qualsiasi tipo di energia. Inizialmente è uno dei principali nemici di Ben ma, una volta cresciuto, si redime e si unisce a Ben e Gwen nella loro lotta contro i Supremi, per poi diventare a tutti gli effetti un membro della squadra e un risolutore.
Nella serie Ben 10, dopo essere scappato di casa dopo la morte del padre, si sistema nella metropolitana di New York, alienandosi dalla società per compiere piccoli crimini di quartiere. Dopo aver incontrato Ben nell'episodio Lo strano Kevin ed essere rimasto sbalordito dai poteri dell'Omnitrix, tenta di assorbire i poteri degli alieni racchiusi nel dispositivo e trama così la sua vendetta nei confronti di Ben, il quale, dopo essersi reso conto delle aspirazioni malvagie dell'amico lo abbandona e si riconcilia con il nonno. 
Nell'episodio Il ritorno di Kevin, dimostra di potersi trasformare negli alieni di Ben e compie pertanto dei crimini per farlo apparire come un delinquente ma in seguito ad una battaglia sul Golden Gate, assorbe troppo potere e a causa della sua rabbia verso Ben perde il controllo del DNA assorbito e si tramuta in un essere mostruoso costituito da parti degli alieni di Ben, per poi fuggire. 
Dopo essere rimasto prigioniero all'interno di una prigione spaziale in cui i reclusi vengono costretti a combattere tra di loro (e da cui Ben era invece fuggito) si allea con Vilgax per vendicarsi nuovamente del ragazzo ma i due restano bloccati nella dimensione del Vuoto Totale. È proprio durante la sua permanenza nel Vuoto Totale che Kevin conosce Argit, il quale diverrà suo socio d'affari, e comincia a mettere la testa a posto. 
Si scoprirà solo più avanti in Ben 10: Ultimate Alien, nell'episodio La vendetta di Kevin, come sia riuscito a ripristinare la sua forma umana e ad assorbire esclusivamente la materia di diversi elementi, grazie all'aiuto di Kwarell, un prigioniero che l'aveva aiutato capire che doveva imparare a lasciar andare la sua rabbia che era principalmente fonte del suo problema e grazie a Kwarrell e ai suoi insegnamenti, Kevin riuscì a liberarsi dalla sua mutazione, tornando umano e cambiò il suo cuore. Successivamente Kwarrell lo aiutò a fuggire dal Vuoto Totale ma rimase ucciso da Morgg, verso il quale Kevin rivolgerà la sua vendetta nello stesso episodio.
In Ben 10 - Forza Aliena, come già anticipato, dimostra di essere cambiato e di essere diventato più maturo e meno irresponsabile, nonostante sia sempre al centro di loschi affari per guadagnare tecnologie aliene sofisticate. Entra a far parte della squadra con Gwen e Ben dapprima per aiutarli nella ricerca di Nonno Max, spinto anche dall'attrazione per Gwen, e successivamente, dopo essere diventato un Risolutore insieme ai due ormai amici, per sventare la guerra portata avanti dai Supremi. 
In seguito alla sfida lanciata da Vilgax contro Ben e al suo intervento durante la manipolazione operata dallo stesso Ben per sbloccare il controllo principale dell'Omnitrix, assume una nuova forma mostruosa, per cui risulta essere costituito da diversi materiali (legno, ferro, pietra e tetonite). A causa del suo aspetto, a causa del quale è costretto a indossare la maschera che conferisce agli Umalieni un aspetto umano, si rinchiude in sé stesso. A risentirne è soprattutto la sua neonata relazione con Gwen alla quale rinfaccia di non saperlo aiutare a tornare normale, ignaro che la ragazza legga ogni notte un libro di magia per rintracciare un incantesimo opportuno. 
Successivamente Kevin scopre che il padre era stato ucciso da un criminale alieno di nome Ragnarok, e che il padre era collega di Max, che spedì Ragnarok nel Vuoto Totale imprigionandolo. Ragnarok successivamente evade di prigione per cercare la chiave che il padre di Kevin gli aveva preso, per impedirgli di attivare con la sua nave un vortice energetico che avrebbe assorbito l'energia solare distruggendo il sole del pianeta e Kevin dopo aver scoperto la verità giura vendetta. Seppur Kevin cerchi di fermarlo, Ragnarok riesce a recuperare la chiave nascosta da anni in casa di Kevin, mimetizzata come cornice di una foto, e con essa riesce a far riapparire la sua nave e ad attivare il suo vortice energetico. Tuttavia Kevin riesce a bloccarlo, destabilizzando il macchinario che implode; infine il ragazzo vendica il padre, recuperando la chiave e lasciando morire Ragnarok, che viene risucchiato dal vortice rimanendo ucciso. Alla fine, riesce a tornare umano in seguito alla distruzione dell'Omnitrix operata da Ben, il che annulla tutti gli effetti perpetrati dall'orologio nel corso del tempo.
In Ben 10: Ultimate Alien, dopo aver contribuito a salvare gli alieni fuggitivi da Aggregor (che ha i suoi stessi poteri) decide di sacrificarsi, assorbendo nuovamente energia dall'Omnitrix, acquisendo ancora una volta una forma mostruosa simile a quella del passato, questa volta con parti degli alieni racchiusi nella nuova versione dell'Omnitrix, l'Ultimatrix. Seppur riesca a fermare Aggregor a causa dell'energia assorbita impazzisce nuovamente e torna a essere nemico di Ben cominciando a prendersela con tutti quelli che gli avevano fatto dei torti in passato, ma Gwen, convinta che in lui esista un lato buono, riesce a ripristinare la sua forma umana dopo essersi alleata con Darkstar, nonostante lo scetticismo di Ben. Successivamente si ritrova ad affrontare nuovamente Vilgax e il malvagio demone Dagon e per far fronte alla minaccia lui e la squadra si ritrovano ad allearsi con i Cavalieri Immortali guidati dal loro antico fondatore Sir George riuscendo infine a fermare sia Dagon che Vilgax.
In Ben 10: Omniverse, la sua apparizione non è più costante, al pari di Gwen, dopo che i due lasciano la città in seguito all'ammissione della ragazza all'università per cui Kevin decide di seguirla. Ritorna anche lui, insieme alla ragazza, in alcuni episodi dedicati.
È doppiato in inglese da Michael Reisz da bambino nell'episodio 7 di Ben 10, da Charlie Schlatter da bambino a partire dalla seconda stagione, da Greg Cipes sia da ragazzo che adulto mentre nel film live action viene interpretato da Nathan Keyes in Ben 10: Alien Swarm. In italiano viene doppiato da Gianluca Crisafi nella serie originale e da Mirko Cannella nel reboot.

## Max Tennyson
Maxwell "Max" Tennyson è il sessantenne nonno paterno di Ben e Gwen Tennyson. Max è stato nell'Esercito ed è stato un "Risolutore"; Ben e Gwen non ne sapevano nulla, credendo fosse un idraulico. Iniziano a dubitarne dopo numerosi incidenti nei quali Max dimostra conoscenze e abilità che un idraulico non dovrebbe avere: dalla lingua dei segni in stile militare a una conoscenza operativa dei reattori nucleari. 
È doppiato in inglese da Paul Eiding in Ben 10, Ben 10 - Forza aliena e Ben 10: Ultimate Alien e da Adam Wylie a 10 anni nell'episodio La fonte dell'eterna giovinezza mentre nei film live action viene interpretato da Lee Majors in Ben 10 - Corsa contro il tempo e da Barry Corbin in Ben 10: Alien Swarm. In italiano viene doppiato da Toni Orlandi e da Rodolfo Bianchi in Ben 10 - Corsa contro il tempo.

## Alleati

### Tetrax Shard
Tetrax Shard (doppiato da Pierluigi Astore) è un mercenario del pianeta Petropia della razza dei Petrosapien, assoldato da Vilgax per prendere l'Omnitrix a Ben. A differenza degli altri due cacciatori di taglie (Kraab e Sixsix), Tetrax stava solo fingendo di lavorare per Vilgax e, dopo aver aiutato Ben a sconfiggere gli altri cacciatori, stabilisce che l'Omnitrix sia in buone mani; inoltre, dona a Ben il proprio hoverboard, dicendogli che gli sarebbe potuto tornare utile. 
In Ben 10: il segreto dell'Omnitrix, Tetrax arriva sulla Terra dopo aver captato l'impulso SDM dell'Omnitrix e fa salire Ben sulla sua nave per partire alla ricerca di Azmuth, il creatore dell'Omnitrix ed il solo in grado di disattivare la funzione di autodistruzione. Dopo aver trovato Myaxx, la ex assistente di Azmuth, arrivano al posto dove si trova Azmuth, dove Tetrax combatte Sixsix prima di sconfiggerlo definitivamente. Dopo la sconfitta di Vilgax e la risoluzione del problema dell'Omnitrix, Tetrax riporta Ben sulla Terra e riparte.

### Azmuth
Azmuth è un Galvaniano geniale che ha creato l'Omnitrix; originariamente lo creò per aiutare le varie specie esistenti a capirsi meglio l'una dall'altra. Azmuth è un essere estremamente intelligente, anche più della media dei Galvaniani, tanto che Paradox lo definisce "l'essere più intelligente dell'universo". 
Azmuth appare per la prima volta in Ben 10: Il segreto dell'Omnitrix, in cui Ben, Gwen e Tetrax sono alla sua ricerca nella speranza di convincerlo a disattivare la modalità di autodistruzione dell'Omnitrix. Quando finalmente lo trovano, Azmuth si rifiuta di aiutarli, dicendo che l'universo non merita di essere salvato, ma alla fine accetta e sblocca anche la forma aliena Gigante. Infine, dice a Ben che deve ancora imparare molto dell'Omnitrix e permette al bambino di tenerlo.

### Julie Yamamoto
Julie Yamamoto (doppiata da Daniela Abruzzese in Ben 10 - Forza aliena e da Eleonora Reti in Ben 10: Ultimate Alien) è un personaggio apparso per la prima volta in Ben 10 - Forza aliena e per lei Ben prova dei sentimenti che la portano a diventare la sua fidanzata.
Successivamente, Ben le rivela il suo segreto e la ragazza sembra accettare senza problemi. Nonostante sia molto brava a giocare a tennis, è anche molto brava a scuola e dimostra anche alcune abilità di combattimento, comparando un'arma con cui era venuta a contatto ad una racchetta da tennis. Arriva anche ad adottare un cucciolo metamorfico galvanico di nome Nave che diventa il suo migliore amico e allo stesso tempo una nave spaziale accessoriata di varie armi che Ben e i suoi amici usano per viaggiare nello spazio e infine un'armatura piena di armi che Julie usa per combattere.

### Professor Paradox
Paradox (doppiato da Vladimiro Conti) è uno scienziato che lavorò a un esperimento di viaggio nel tempo, affiancato dal suo fido assistente Hugo, alla base militare di Los Solerdad durante la Guerra fredda. Tuttavia, durante un test del suo tunnel del tempo, Hugo danneggiò i controlli, destabilizzando l'esperimento e facendo risucchiare Paradox all'interno dell'orizzonte degli eventi. Il suo corpo non invecchiò e non ebbe bisogno di dormire o di mangiare ma solo di esistere. L'essere intrappolato nel flusso del tempo, per innumerevoli millenni, portò Paradox alla pazzia (ma, alla fine, divenne "noiosa" e l'uomo riacquistò la propria sanità mentale). Paradox imparò qualsiasi cosa ci fosse da sapere sul tempo, permettendo così a sé stesso di scappare. Grazie alla permanenza trascorsa nell'orizzonte degli eventi, Paradox è in grado di controllare il tempo semplicemente grazie alla sua volontà. Il suo vero nome è sconosciuto poiché lui stesso lo ha dimenticato attraverso i millenni. Sembra confondersi spesso riguardo agli eventi avvenuti a causa dei suoi viaggi temporali, mischiando gli eventi che non sono ancora accaduti (dalla prospettiva temporale di Ben, Gwen e Kevin) con quelli che lo sono. Paradox menziona il fatto di aver incontrato Ben in passato nel futuro di Ben, ma non scende nei dettagli, anche se poi fa riferimento ad un'occasione in cui i due coopereranno per salvare l'intero universo.

### Reinrassic III
Reinrassic III, doppiato da Mimmo Strati, anche chiamato "Reiny" da Ben, è un Supremo. Ben è costretto a lavorare con lui mentre i due sono intrappolati sul pianeta desertico di Turrawaste in "Soli Insieme". Mentre i protagonisti lo stavano affrontando, Kevin danneggia accidentalmente il teleporter attraverso il quale Reinrassic stava provando a scappare, spedendolo insieme a Ben su Turrawaste, pianeta usato come stazione di scambio. Nonostante i due necessitino l'uno dell'altro per sopravvivere, Reinrassic mostra il tipico odio che i Supremi provano verso le "specie inferiori", costringendo Ben a camminare dieci passi dietro di lui ed insultandolo costantemente, anche urlandogli contro per averlo toccato dopo avergli salvato la vita. Alla fine, arrivano al teleporter ma, a causa del legame di amicizia instaurato con Ben, Reinrassic si auto-esilia a Turrawaste, credendo di essere stato contaminato dall'umano. Alla fine però dopo che Ben ha guarito il danno genetico di tutti i Supremi ibridandoli con i DNA dell'Omnitrix evitando loro di estinguersi Reinrassic capisce che tutto ciò non è una cosa impura e presentatosi al consiglio dei Supremi li convince ad accettare la possibilità di vivere di conseguenza viene nominato Supremo dei Supremi e mette fine così all'invasione dei Supremi su tutti mondi.

## Nemici principali

### Vilgax
Vilgax, doppiato da Mimmo Strati nella prima serie e da Pierluigi Astore nelle seguenti, è una Chimera Sui Generis (riferimento alla Chimera), proveniente dal pianeta Vilgaxia, ed è il principale antagonista dell'intera serie e arcinemico di Ben Tennyson. 
È uno spietato signore della guerra universale che vuole ottenere l'Omnitrix per poter costruire un esercito alieno con cui conquistare ogni pianeta dell'universo. Vilgax è uno dei più temuti alieni esistenti: infatti, nessuna forma di vita biologica è più disposta a lavorare per lui, costringendolo ad usare robot senzienti come suoi sottoposti (anche se, di tanto in tanto, riesce a trovare mercenari biologici, disponibili a lavorare per lui a un giusto prezzo). 
Durante la serie originale Ben 10, tenta di recuperare l'Omnitrix dopo il suo schianto sulla Terra, ignorando che il dispositivo sia stato rinvenuto da un ragazzino. Credendo che il possessore dell'Omnitrix sia un grande guerriero, a causa dei ripetuti fallimenti di recuperarlo da parte delle sue macchine senzienti e di mercenari interessanti ad una cospicua ricompensa (come Kraab, SixSix e Rojo), decide di scendere in campo personalmente. Dopo aver scoperto che il possessore dell'orologio è un bambino di appena dieci anni, ingaggia uno scontro con Ben, riuscendo a sopraffarlo senza problemi, e tenta di strappargli l'Omnitrix dal polso, ma viene subito sconfitto dal ragazzino. In seguito, si allea con Kevin Levin, accomunato dallo stesso sentimento di vendetta nei confronti di Ben, per tendere nuovamente un agguato al ragazzino, dopo che questi ha sbloccato il controllo principale dell'Omnitrix, ma i tre vengono trasportati nella dimensione del Vuoto Totale. Alla fine, grazie ad una trappola tesa da Gwen (giunta nel Vuoto Totale per riportare indietro Ben), resta confinato nella dimensione in compagnia dello stesso Kevin. Uscito dal Vuoto Totale, torna durante gli eventi del film Ben 10 - Il segreto dell'Omnitrix, dove ingaggia uno scontro con Ben ed Azmuth, il creatore del dispositivo, per entrarne in possesso, salvo poi essere sconfitto da Gigante, una nuova forma aliena di Ben, che lo spedisce nello spazio profondo. 
Durante gli eventi di Ben 10 - Forza Aliena, torna come antagonista principale dell'ultima stagione, arrivando sulla Terra in compagnia del suo fedele sottoposto Sifone, con l'obiettivo di sconfiggere Ben ed impadronirsi del pianeta. Ben, all'apice del suo potere dopo aver sventato la guerra perseguita dai Supremi, sottovaluta il suo storico nemico e cerca di attivare il controllo principale dell'Omnitrix nonostante il divieto di Azmuth, provocando l'evasione dal dispositivo di quattro suoi alieni, tra cui Gigante, il suo alieno più potente. Per tale motivo, Vilgax riesce inizialmente a sopraffare Ben, arrivando a distruggere Cromoraggio. Inaspettatamente, però, dall'interno dell'alieno risorge Diamante, uno dei 10 alieni originali, che coglie di sorpresa Vilgax e lo mette fuori gioco, obbligandolo a lasciare la Terra. L'alieno però fa il suo ritorno per chiedere, questa volta, aiuto a Ben, Gwen e Kevin dopo che Pelle d'oca (fuggito dall'Omnitrix quando Ben era più piccolo) si è impadronito del pianeta natale di Vilgax e ha trasformato la sua gente in inquietanti Ectonuriti (la razza aliena di Pelle d'oca). Dopo la disfatta dell'alieno, Vilgax stringe una tregua con Ben, progettando però segretamente di sottrargli l'Omnitrix, dapprima dirigendosi su Primus, il pianeta artificiale creato da Azmuth al quale l'Omnitrix è indissolubilmente legato, e successivamente alleandosi con Albedo, un Galvaniano imprigionato nella forma umana di Ben (di cui è una copia esatta), che desidera vendicarsi di Ben per via del suo aspetto. Costretto alla resa a causa di una versione più potente dell'Omnitrix posseduta da Albedo, l'Ultimatrix, Ben cede il dispositivo a Vilgax che può finalmente creare il suo esercito personale per conquistare la galassia. Tuttavia, dopo aver acquisito l'Ultimatrix di Albedo, Ben riesce a farsì che l'Omnitrix si autodistrugga ed ingaggia uno scontro con Vilgax nell'oceano, dove l'alieno può liberare la sua natura di essere tentacolare (simile al Lovecraftiano Cthulhu) ed in seguito al combattimento fugge nelle acque. 
Torna durante gli ultimi avvenimenti di Ben 10: Ultimate Alien, dopo essere stato scambiato dall'Ordine dei Custodi della Fiamma per l'avvenente Dagon, un essere mitologico dalla natura tentacolare simile a quella di Vilgax, che invece si trova intrappolato dall'altro lato del sigillo creato dal vecchio George, il primo Cavaliere Immortale. Ben scopre l'inganno dell'alieno e tenta di avvertire i Custodi, ma Vilgax riesce a manipolarli fino ad entrare in possesso dalla spada di George, creata da Azmuth, con la quale tenta di rompere il sigillo, venendo però trasportato nella dimensione di Dagon, del quale diventa una sorta di profeta. Tornato sulla Terra con una parte del potere di Dagon per aprire definitivamente il sigillo, ingaggia uno scontro con Ben e George e, dopo la liberazione della creatura, tradisce Dagon per acquisire tutta la sua energia e conquistare l'universo. Ben però si rivela degno di brandire la spada di Azmuth e, grazie ad essa, riesce a sconfiggere definitivamente Dagon e a costringere Vilgax alla resa.

### Supremi
I Supremi, doppiati da Mimmo Strati, sono una razza di alieni xenofobi del pianeta Darama che si auto-considerano la migliore forma di vita dell'universo (tanto da credere di essere stati la prima razza vivente a nascere e che tutte le altre siano composte da parassiti) e sono determinati a ripulire l'universo da tutte le altre razze. La Terra è il loro prossimo pianeta da "purificare", motivo per il quale essi si servono degli Xenociti per tramutare gli esseri umani in Umalieni, cioè esseri a loro devoti la cui mente è completamente soggiogata e non possiede più alcun ricordo della vita dell'essere umano infettato, che hanno il compito di preparare il pianeta all'invasione costruendo strutture meteorologiche che possano influenzare il clima (essendo i Supremi creature che prediligono le temperature fredde). Alla fine però, Ben riesce a sventare la guerra trasportandosi sul pianeta natale dei Supremi e riscrivere il loro codice genetico, dopo aver scoperto da Azmuth che, in realtà, la razza dei Supremi si sta estinguendo proprio a causa della loro convinzione di essere una specie superiore, il che ha portato ad accoppiamenti che, attraverso le generazioni, hanno reso sterili gli ultimi Supremi sopravvissuti.

### Zs'Skayr
Zs'Skayr, doppiato da Germano Basile, è un Ectonurite del cui DNA Azmuth si è servito per introdurre all'interno dell'Omnitrix la forma aliena di Pelle d'Oca. Tuttavia, una parte della sua coscienza si è conservata all'interno del dispositivo, tanto da riuscire ad evadere dall'Omnitrix nell'episodio Pelle d'Oca e i mostri del circo. Dopo essersi spogliato della pelle protettiva che normalmente riveste il suo corpo per proteggerlo dai raggi solari, tenta invano di impossessarsi del corpo di Ben per diventare di nuovo una singola entità, ma il ragazzo riesce ad ucciderlo esponendolo ai raggi del sole. Viene però riportato in vita dal dottor Viktor, suo seguace, per mettere a punto il suo piano di esporre l'umanità al corrodium ed oscurare il pianeta in modo tale da garantire la sua sopravvivenza e il suo pieno potere ma nuovamente, viene apparentemente incenerito dal sole, dopo che il suo piano è fallito grazie a Ben, Gwen e Nonno Max.
Torna in Ben 10 - Forza Aliena nell'episodio La città fantasma, dove si scopre che in realtà è sopravvissuto all'esposizione solare ed è rinchiuso in una prigione spaziale che orbita vicino al Sole, dalla quale viene liberato da Vilgax per ottenere in cambio informazioni sull'Omnitrix. L'alieno però tradisce Vilgax e infesta il suo pianeta trasformando i suoi abitanti in Ectonuriti, ma viene fermato da Ben che riesce a riacquisire la forma aliena di Pelle d'Oca e quindi a intrappolare nuovamente l'alieno all'interno dell'Omnitrix.
Per ragioni sconosciute, mantiene il nome che gli aveva assegnato Ben e non fa menzione di averne uno proprio che però si scopre essere Zs'Skayr in Ben 10: Omniverse.

### Aggregor
Aggregor, doppiato da Davide Marzi, è un Osmosiano (la razza aliena di Kevin) in grado di assorbire i poteri di qualsiasi creatura vivente. È il nemico principale durante la prima stagione di Ben 10: Ultimate Alien in cui va alla ricerca dei cinque alieni provenienti dalla Galassia di Andromeda che erano precedentemente scampati alle sue grinfie e dei quali Aggregor vuole assorbire i poteri per andare alla ricerca dei quattro frammenti della Mappa dell'Infinito e ad accedere alla Fucina della Creazione per assorbire i poteri di un neonato Celestialsapien (la razza aliena di Alienix) così da governare l'universo. Dopo aver ritrovato tutti gli alieni fuggitivi (nell'ordine Bivalvan, Galapagus, P'andor, Andreas e Ra'ad), aver acquisito i loro poteri e aver recuperarato tutti i frammenti della Mappa dell'Infinito, il suo piano viene sventato dopo che Kevin decide di assorbire i poteri insiti nell'Ultimatrix, assumendo le sembianze mostruose che aveva precedentemente da piccolo e riuscendo a sconfiggerlo assorbendo a sua volta tutto il suo potere.

### Malware
Malware è un Metamorph Galvanico (la razza di Plusultra) difettato ed è il principale avversario di Ben nelle prime due stagioni di Ben 10: Omniverse. Creato da Azmuth con alcuni problemi alla propria elica (e per questo chiamato Malware), minaccia il creatore dell'Omnitrix di costruirgliene una nuova che lo possa rendere come i suoi simili ma il processo lo rende un essere diverso dagli altri Metamorph, in quanto in grado di assorbire tecnologie e migliorare le proprie prestazioni anziché le stesse. Dopo essere stato fermato dal Ben di 11 anni, diventa però uno dei suoi nemici ricorrenti che Ben si diverte a combattere usando Mangiaenergia, il suo alieno preferito. Per questo motivo, Malware estrae la forma aliena dall'Omnitrix e la distrugge completamente, impedendo a Ben di potersi ritrasformare nell'alieno e provocandogli un forte senso di colpa. 
Nel corso dei cinque anni in cui Ben cresce, Malware si allea con Khyber il cacciatore e il Dr. Psycho, il quale per dimostrare di essere più intelligente di Azmuth, progetta di costruire un dispositivo simile all'Omnitrix, il Nemetrix, in cui racchiudere il DNA dei predatori naturali di alcuni alieni del dispositivo. Dopo la disfatta del Dr. Psycho, distrugge Galvan B e tenta di assumere il controllo di Galvan Prime, il pianeta di Azmuth, ma viene sconfitto da Ben dopo che questi, inglobato al suo interno, recupera la forma aliena di Mangiaenergia.

## Nemici secondari

### Aloysius James Animus come il Dr. Animus o chiamato pure "Dr. Vuoto / D'Voied
Aloysius James Animus è uno scienziato malvagio che crea animali mutanti al suo servizio. Durante un viaggio a Washington D. C, Ben affronta il Dr Animus, uno scontento scienziato che usa macchina di una sua invenzione, il Transmodulatore, per mutare animali vivi e anche ridare vita a quelli morti. Durante la lotta, Ben impara inoltre una lezione su cosa significhi veramente essere un eroe.
Appare nuovamente nell'episodio nella seconda stagione "Dr. Animus e il raggio mutante". Quando Ben prova a smontare l'Omnitrix per vedere come funziona, finisce per rompere la sua cover e questo altera le trasformazioni di Ben, che diventano delle strane combinazioni dei i suoi dieci alieni. Inoltre, Ben perde la cover, che ha ancora alcuni poteri dell'orologio ed altera il DNA di alcuni animali quando questi vengono a contatto con essa. Nel frattempo, il Dr. Animus scappa di prigione e, durante una battaglia con Ben, trova la cover dell'Omnitrix. Usandola, riesce a completare il suo Transmodulatore su larga scala, dandogli il potere di mutare l'intero pianeta in una volta sola. 
Appare anche nell'episodio "Ben 10, 000". Quando Ben e Gwen sì dimenticano di comprare la torta per il compleanno di nonno Max, i due finiscono per litigare come al solito su di chi sia la colpa. Ma quando un misterioso straniero appare dal nulla e rapisce Gwen, Ben lo segue in un misterioso portale nelle sembianze di XLR8. Quando, la polvere si dirada, Ben capisce velocemente dove si trova: il futuro, nel quale umani e alieni convivono in pace. Ma viene riportato bruscamente alla realtà quando scopre che il presunto rapitore di Gwen è in realtà il suo alter-ego del futuro, ormai diventata una strega vera e propria. La Gwen del futuro rivela che il Ben del futuro ora è un eroe conosciuto in tutto il mondo con 10.000 forme aliene a sua disposizione nell'Omnitrix. Ma, dopo aver incontrato che il Ben del futuro è solo lavoro e non si rilassa mai, nemmeno per la sua stessa famiglia.
"Divided We Stand" Duramente una gita sulla spiaggia, Ben scopre una nuova forma aliena dell'Omnitrix, Idem. Idem ha il potere di moltiplicarsi a piacimento, catturando l'attenzione del Dr Animus, appena scappato di prigione grazie ad un gabbiano mutato. Il Dr Animus cattura uno degli Idem di Ben nel tentativo di sfruttare il suo DNA per i propri scopi malvagi. Usando il DNA alieno, il Dr Animus crea un esercito di alieni capaci di replicare simili a Pungiglione, ma Ben sfrutta la debolezza dell'avere tanti cloni per distruggere tutti i cloni di Pungiglione e mandare in prigione nuovamente il Dr Animus
"Ben 10 vs Negative 10 (1)  I Tennyson vanno a prendere il nipote di un altro Risolutore, Cooper, il quale usufruire così di un passaggio a casa. Nel frattempo, una base dei Risolutori nascosta a Fort Knox viene razzista dall'incredibile Sublimino e dai Mostri del Circo. Il tempo che i Tennyson usano per arrivare lì non è sufficiente per intervenire in tempo. I quattro vengono presto a conosce di un'altra irruzione, questa volta ad opera di Rojo (con una nuova tuta cibernetica), il Dr Animus, Clancy (mutato in un insetto), e Incantatrice. Max scopre che gli obiettivi delle loro ricerche sono le due chiavi che portano alla "Sub-Energia", una fonte di energia sub-atomica estremamente potente donata ai Risolutori da una razza aliena. Il gruppo non riesce a difendere le chiavi dai nemici, cercano quindi di precederli al Monte Rushmore, dove è conservata la Sub-Energia. In ogni caso, scoprono che Re Eterno, battuti sul tempo. Re Eterno insieme ad un subordinato e agli altri 8 nemici autori dei furti delle chiavi, lì ha battuti sul tempo. Re Eterno chiama il gruppo di nemici "i terribili 10" e li aizza contro i Tennyson
"Ben 10 vs. Negative 10 (2) Ben, Gwen, Max e Cooper usano la base dei Risolutori del Monte Rushmore per organizzare una difesa finale contro le forze dei Terribili 10. Max scopre la vera identità di Re Eterno; è in realtà un uomo chiamato Driscoll, che una volta era un Risolutore, ma che poi era stato buttato fuori con disonore quando fu scoperto ad impossessarsi illegalmente di tecnologia aliena. Nonostante i loro migliori sforzi, i quattro non riescono a fermare Driscoll dal prendere la Sub-Energia. Driscoll usa l'energia per migliorare la propria armatura e combatte contro Ben, che riesce ad usare il potere di Vomito per digerire la fonte di energia e distruggerla in tutta sicurezza (anche se, facendo ciò distrugge completamente le facce del Monte Rushmore)
La serie termina; ora comincia un'altra serie
"Good and Good Riddance" Ben torna a casa dopo le vacanze estive finiscono, e nonno Max gli fa promettere di mantenere il segreto sull'Omnitrix. Questo intento viene reso più difficile dal fatto che tutti i suoi compagni sono affascinati dalle notizie che circolano sugli eroi che spesso compiono azioni degne di nota. Inizialmente colto dal disappunto, Ben ha l'occasione di usare l'Omnitrix quando attacca Vilgax come Rotolone, ancora una volta alle prese con la caccia al dispositivo. Tutti e quattro i Tennyson (il padre di Ben, Carl, aiuta il gruppo) combattono i droni di Vilgax che seminano il panico a Bellwood. Quando Vilgax appare nuovamente sconfiggendo facilmente Ben nelle sembianze di XLR8, il padre di Ben suggerisce di portarlo nei sottostanti condotti di gas al quale i Tennyson danno fuoco per incenerire il nemico. Il segreto di Ben viene reso noto a tutti a durante la battaglia, mentre Gwen finisce trasferirsi alla scuola di Ben. Quando tutto sembra tornare tranquillo, il Dr Animus arriva con una notevole quantità di animali mutati, Ben e Gwen sì preparano a combatterlo. Questo episodio è il preludio al doppio episodio finale della quarta serie
Ben 10 - Il FILM - Il Segreto dell'Omnitrix
• Ben 10 Secret of the Omnitrix / Film 
Durante una battaglia contro il Dr. Animus, la distruzione da parte di Inferno (in altre due versioni XLR8 e/o Milleocchi prendono il suo posto) della "bomba DNA" dello scienziato attiva accidentalmente un protocollo di autodistruzione dell'Omnitrix. La sua attivazione allerta Tetrax che raggiunge la Terra per andare a prendere Ben. Il Petrosapien cacciatore di taglie spiega la situazione ad un incredulo Ben che non era riuscito a capire il significato del countdown apparso sull'orologio. In quest'avventura, Ben decide di partire da solo, lasciando Gwen e nonno Max sulla Terra per non fare riconoscere il secondo durante il loro viaggio. Nonostante tutto, Gwen si intrufola a bordo dell'astronave di Tetrax.
Usando l'avanzato equipaggiamento medico a bordo della nave, Tetrax trova la firma DNA del creatore dell'Omnitrix, Azmuth, e lo rintraccia in un pianeta-prigione chiamato Incarcecon. Dopo aver organizzato l'evasione, i due liberano una Chimera Sui Generis, la stessa razza aliena di Vilgax, chiamata Myaxx, che in realtà è l'assistente di Azmuth. In precedenza lei aveva scambiato la sua firma DNA con quella di Azmuth quando lui si rifiutò di riconoscerle i meriti di aver contribuito alla creazione dell'Omnitrix. Lui si rifiutò anche di darle il codice per disattivare l'autodistruzione dell'Omnitrix che, come spiega Myaxx, non ucciderà solo Ben, ma distruggerà anche la maggior parte dell'universo e dei suoi abitanti includendo la Terra stessa. Nonostante tutto, però, Myaxx sa dove si trova Azmuth e conduce il gruppo al suo pianeta.
Mentre cercano di raggiungere Azmuth, vengono però attaccati dal malvagio Vilgax che in qualche modo è riuscito a fuggire dal Vuoto Totale ed è ora il comandante di un'astronave il cui scopo è rintracciare e distruggere Ben. Alla fine, Ben riesce ad uscire vincitore dallo scontro, anche se il pilota della nave di Tetrax, un alieno dall'aspetto viscido chiamato Gluto, viene ucciso. La nave di Tetrax arriva così sul pianeta di Azmuth. Non appena entrano nella sua fortezza di montagna, però, un gruppo di Florauna, la stessa razza aliena di Vite Elastica, li attacca e uno riesce a prendere Gwen. Ben tenta di salvarla trasformato in 2x2, ma viene bloccato e così il Floruana porta via Gwen. Mentre Ben procede con Tetrax e Myaxx attraverso la casa di Azmuth, Tetrax prende confidenza con Ben, rivelando il suo passato. Un tempo Tetrax ha lavorato per Vilgax, il quale distrusse il suo pianeta natale, Petropia, e tutti i suoi cari grazie ad un involontario aiuto del Petrosapien. I tre riescono a raggiungere l'ingresso di un laboratorio secondario sigillato dal quale Azmuth comunica con loro e Ben gli chiede di fermare l'autodistruzione dell'Omnitrix, ma l'alieno rifiuta; per quanto gli riguarda, l'universo si merita il destino che lo attende per aver fatto un uso sbagliato della sua creazione, la quale doveva servire per aiutare le varie specie a comprendersi a vicenda, non per combattersi. In un momento di rabbia Ben diventa Rotolone e rompe la porta che li separa per poi attaccare il creatore dell'Omnitrix che si rivela poi essere un vecchio e scorbutico Galvanico, la stessa razza aliena di Materia Grigia, che si nascondeva in una grande tuta meccanica.
Intanto Vilgax, avendo recuperato dalla sua ultima sconfitta, guida un pesante attacco alla fortezza di Azmuth. Nel frattempo si scopre che Gwen è sopravvissuta, che Gluto si è rigenerato grazie a del materiale residuo che si era depositato sui vestiti della ragazza e che successivamente l'aveva salvata. Questa notizia causa una crisi di pianto in Ben che corre immediatamente ad abbracciare la cugina che credeva scomparsa. Le azioni di Ben durante la battaglia contro le forze di Vilgax rinnovano in qualche modo la fiducia di Azmuth nell'universo; ciò lo porta ad aggiustare l'Omnitrix e a regalare una nuova forma aliena a Ben, Gigante, un alieno alto come un grattacielo simile ai famosi supereroi tokusatsu. Gigante distrugge facilmente l'armata di Vilgax e lancia quest'ultimo nello spazio aperto.
Finita la minaccia, Ben si offre di restituire l'Omnitrix ad Azmuth poiché apparteneva originariamente a lui. Azmuth, in ogni caso, vede Ben come il miglior custode possibile per l'Omnitrix, sia perché lui sta tecnicamente adempiendo ai suoi voleri originali, sia perché l'Omnitrix è una fonte di guai anche solo in virtù della sua esistenza. Tetrax riporta Ben e Gwen sulla Terra da loro nonno per poi ripartire, ma non prima di aver lasciato al ragazzo un nuovo skateboard spaziale per rimpiazzare quello perso nella battaglia contro il Dr. Animus. Ben suggerisce una gita al centro commerciale per far piacere a Gwen, ma un annuncio che informa il gruppo che il centro è stato attaccato da zombie rovina l'occasione. Gwen asserisce semplicemente che questo è solo un giorno qualunque per loro e i tre si dirigono verso il centro.
Le conseguenze delle sue forme aliene sono andati cambiamenti dovuto fare aggiornamento Fastweb sull'Omnitrix ha va tutto per cambiare
"Voied" Helen e Manny chiamano in loro aiuto poiché devono affrontare un temibile nemico nel Vuoto Totale: il Dr Vuoto. Ben va nel Vuoto Totale da solo, con Kevin e Gwen dall'altro lato del portale riportarlo indietro. Una volta dentro, Ben rimane scioccato quando scopre che il "Dr Vuoto" e in realtà un suo vecchio nemico, il Dr Animus, che ha preso il controllo dei Guardiani del Vuoto Totale e schiavizzato gli abitanti della dimensione parallela. Usandoli come schiavi, Animus ha costruito una macchina per trivellare attraverso dimensionale, sperando di portare la propria armata sulla Terra. Con l'aiuto dì Nonno Max, che Ben scopre non essere morto in "il sacrificio di Max" ma solo trasportato nel Vuoto Totale, e di una piccola armata di ribelli raccolta da lui, Ben riesce a distruggere la trivella con le sembianze di Gelone e a sconfiggere il Dr Animus. Gwen apre un portale verso la Terra per Ben, ma Nonno Max non può ancora riunirsi a loro poiché prima deve sistemare le cose nel Vuoto Totale

### Hex lo Stregone
Hex lo Stregone Ben sconfigge un potente mago, lo Stregone, mentre è impegnato a rubare un libro di incantesimi. Durante il combattimento, Ben recupera uno dei cinque magici Amuleti di Bezel e lo dona a Gwen. Inaspettatamente, l'Amuleto dona a Gwen il potere di alterazione delle probabilità. Usando un costume di Carnevale, Gwen si trasforma nella supereroina Fortuna Miao, rubando la gloria di Ben. Sfortunatamente, lo Stregone rivuole il suo Amuleto. Lo Stregone prende il libro degli incantesimi e tende una trappola a Gwen. Riesce a riappropriarsi dell'Amuleto ed inizia un incantesimo per fare risucchiare l'intera città di New Orleans in un vortice. Fortunatamente, Gwen attacca lo Stregone in un attimo di distrazione e riprende tutti e cinque gli Amuleti, distruggendoli, così da non farglieli più usare. 2x2 intrappola lo Stregone fino all'arrivo della polizia
Appara nuovamente nella seconda stagione la battaglia di Vilgax e di Kevin

### Incantatrice
Incantatrice è un'affascinante e potente strega, proveniente dalla dimensione mistica di Legerdomain. Esperta di magia, stregoneria e incantesimi, è considerata l'arcinemica di Gwen. Inizialmente in Ben 10 e in Ben 10 - Forza alina è l'agguerrita nemica di Gwen tuttavia in Ultimate Alien dopo aver stretto alleanza con Gwen diventa meno crudele e comincia a essere amica di Gwen mettendo da parte le ostilità verso di lei. Si scopre che il motivo della sua rabbia è perché ha perso il padre che venne ucciso per mano di uno stregone malvagio che ha preso il potere in Legerdomain e che per tutta la vita ha voluto riportarlo in vita. Pur di riuscire a realizzare il suo sogno dopo aver preso il potere a Legerdomain, Incantatrice usa una speciale macchina per raccogliere con una magia oscura tutte le anime delle creature di Legerdomain per riportare in vita il padre e quando Gwen e i suoi amici, che erano venuti a Legerdomain per salvarla e riportarla a casa, scoprono il suo piano tentano di fermarla ma per tutta risposta Incantatrice prende anche le anime di Gwen, Ben e Kevin e completata la magia Incantatrice evoca Dagon per fargli resuscitare il padre in cambio delle anime raccolte dalla maga. Il demone accetta ma una volta resuscitato Incantatore, ovvero il padre di Incantratrice, questi venuto a sapere dalla figlia il prezzo che ha pagato per resuscitarlo la rimprovera per quanto ha fatto e ritorna nel mondo dei morti perché non vuole che la sua vita sia stata comprata a scapito di altre vite innocenti di conseguenza l'accordo viene annullato costringendo Dagon a restituire le anime dategli riportando in vita anche Gwen, Ben e Kevin mentre Incantatrice piange la scomparsa del padre, non sapendo cosa fare. Successivamente dopo aver trovato Darkstar davanti all'ingresso di Legerdomain lo porta al suo interno e gli fa riacquistare grazie al potere della sua dimensione il suo aspetto originale e si innamora di lui tuttavia a sua insaputa Michael la sfrutta per il suo potere e quando Gwen e i suoi amici, inseguendo Darkstar, giungono a Legerdomain, vengono a conoscenza della relazione tra i 2, Gwen fa capire alla rivale che Michael l'ha solo usata e quando lei lo mette alla prova, chiedendole il suo vero nome, che le aveva precedentemente rivelato e lui sbaglia, Incantatrice si rende conto che Gwen gli aveva detto la verità e di conseguenza toglie a Michael il potere che gli aveva dato, facendolo tornare al suo aspetto orribile e lo bandisce da Legerdomain, lasciando che Gwen, Ben e Kevin lo malmenino. Poco dopo Incantatrice torna a Legerdomain, sentendosi praticamente sola e triste per aver perso un altro legame. Incantatrice è uno dei nemici più potenti e ricorrenti dell'intero franchise di Ben 10.

### Cavalieri Immortali
I Cavalieri Immortali sono un'organizzazione paramilitare, fondata nel Medioevo, dedita al recupero e all'appropriazione indebita di tecnologia aliena. Qualunque alieno catturino viene immediatamente dissezionato e studiato mentre qualsiasi umano venisse catturato, verrebbe immediatamente ucciso. In realtà l'ordine fu fondato da Sir George un cavaliere immortale che secoli prima aveva affrontato Dagon un demone che aveva assunto le sembianze di un drago e George riuscì a sconfiggere il demone strappandogli il cuore ma a causa della natura immortale di Dagon non riuscì a ucciderlo perciò lo sigillò con un sigillo e affidò la missione ai suoi seguaci di vegliare sul sigillo per evitare che venisse infranto e in caso fosse avvenuto di uccidere Dagon in modo definitivo e di vegliare sul pianeta e proteggerlo da minacce aliene tuttavia nel corso nel tempo i Cavalieri Immortali videro in ogni alieno una possibile minaccia per cui cominciarono a prendere di mira gli alieni e a ucciderli credendo di proteggere in quel modo il pianeta senza pensare che oltre ad alieni malvagi c'erano alieni buoni che non rappresentavano alcuna minaccia. Quando i Cavalieri Immortali danneggiano il sigillo che imprigiona Dagon facendo risvegliare il demone ciò spinge George a tornare alla guida dell'ordine e porre fine alla minaccia di Dagon per sempre mettendo fine allo stesso tempo ai principi razziali dei suoi seguaci contro gli alieni. I Cavalieri Immortali guidati da Sir George formano un'alleanza con Ben e i suoi amici per sconfiggere Dagon e i suoi seguaci. Dopo che Dagon recupera il suo cuore e riacquista i suoi poteri si libera dal sigillo che lo imprigionava e affronta George e Ben in un'epica battaglia in cui George muore ucciso da un fulmine di Dagon tuttavia Dagon viene fermato da Vilgax che lo distrugge con una macchina capace di assorbire i poteri dei nemici ed essendo Dagon composto di potere viene distrutto e il suo potere assorbito da Vilgax che verrà sconfitto da Ben con la Spada Ascalon di George con la quale Ben toglie i poteri di Dagon a Vilgax ponendo fine alla minaccia di Dagon per sempre. Con la missione originale di uccidere Dagon completata l'Ordine dei Cavalieri Immortali si scioglie cessando ogni ostilità.

## Altri personaggi

### Cash e JT
Cash e JT sono bulli della scuola di Ben che appaiono diverse volte durante la serie. Cash Murray è alto ed ha pelle scura, JT è più basso e porta gli occhiali. Sono stati disegnati basandosi sui modelli dei produttori della serie Sam Register e Tramm Wigzell.
I due sembrano divertirsi molto ad insultare Ben e ad attaccarlo a svariati oggetti per la sua biancheria, anche se Ben restituisce il favore ai due come XLR8 dopo essere entrato in possesso dell'Omnitrix, cosa che ha fatto ripetutamente in ogni episodio seguente in cui i due sono comparsi. Nell'episodio "Il Ritorno a Casa", Cash e JT vengono a sapere dei poteri di Ben e lo trattano con maggior rispetto, in parte probabilmente perché si sentono intimiditi da lui.
In Forza aliena Cash e JT sono membri di una squadra di calcio rivale. I due appaiono anche in "Il Guanto Robotico", in cui Cash viene posseduto da un robot tramite un guanto che i due avevano precedentemente rubato dall'auto di Kevin, lanciata giù da un pendio proprio da JT e Cash, per riguadagnare la propria reputazione dopo che Ben finalmente si oppone a loro e li fa sembrare stupidi. Viene rivelato nello stesso episodio che Ben e JT erano amici alle scuole elementari. Alla fine dell'episodio Ben, Cash e JT apparentemente sotterrano l'ascia di guerra e dichiarano una tregua.

### Argit
È un alieno e vecchia conoscenza di Kevin con il quale ha un rapporto di amicizia. Argit è un truffatore che farebbe di tutto per guadagnare di più e molte volte ha finito per far finire nei guai Kevin e i suoi amici a causa delle sue truffe tuttavia Kevin lo continua a considerare un amico anche se Ben e Gwen non piaccia visto i guai in cui sono finiti sempre a causa di Argit tuttavia a volte quando occorre gli chiedono aiuto per avere delle informazioni.

### Fratelli Vreedle
Sono 2 fratelli alieni estremamente stupidi che adorano fare saltare in aria le cose anche se cercano di guadagnare soldi sia in modo legale sia in modo illegale finendo spesso per scontrarsi con Ben e i suoi amici finendo per essere ripetutamente sconfitti ogni volta. Il loro padre nel tentativo di far rigare dritto i suoi figli li iscrive all'accademia dei risolutori ma a causa della loro eccessiva stupidità finiscono per avere un rendimento scolastico pessimo al punto che il padre ingaggia Argit ordinandogli di fare in modo che i voti dei figli migliorino. Alla fine i Fratelli Vreedle riescono a diventare risolutori e diventare dei veri tutori della legge.